# Georges Feydeau

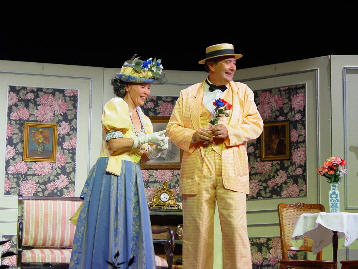

Georges Léon Jules Marie Feydeau (Paris, 8 de dezembro de 1862 — Rueil-Malmaison, 5 de junho de 1921) foi um dramaturgo francês. Ficou particularmente famoso como autor de vaudeville.
Feydeau nasceu em Paris, filho do romancista Ernest-Aimé Feydeau e de Léocadie Bogaslawa Zalewska. Aos 20 anos, ele escreveu seu primeiro monólogo cômico. Quatro anos depois, ele escreveu Tailleur pour dames. Naquele mesmo ano, casou-se com Marianne Carolus-Duran, filha do famoso pintor Carolus-Duran. O casamento garantiu a estabilidade econômica para Feydeau escrever suas obras. No entanto, após 15 anos, o casal se divorciou em 1916.
Feydeau ficou interessado em farsas em 1890, estudando as obras de Eugène Labiche, Henri Meilhac e Alfred Hennequin. Esses artistas o inspiraram a escrever sua obra bem sucedida Champignol malgré lui (1892). Após a estréia deste trabalho, Feydeau ganhou fama em nível nacional e internacional e até mesmo algumas de suas obras foram lançadas no exterior em outras línguas antes de serem apresentadas na França.
Feydeau escreveu mais de 60 trabalhos. Entre os mais famosos são: La Puce à l'Oreille (1907), Cuide de Amelia (1908), O sistema Ribadier (1892), La Dame de chez Maxim (1899) e Hortense a dit: "Je m'en fous!" (1916). Da mesma forma, suas farsas L'Hôtel du libre échange (1894) e Le Dindon (1896) também eram populares.
Embora muitos críticos da época considerassem que suas obras eram entretenimento leve, Feydeau é reconhecido como um dos grandes dramaturgos franceses. Suas obras influenciaram os movimentos surrealistas e Dadaísta e o teatro do absurdo.
Apesar de seu sucesso como dramaturgo, seu alto estilo de vida, jogos de azar e o fracasso de seu casamento causaram grandes problemas econômicos. Durante o inverno de 1918, Feydeau contraiu sífilis. Ele morreu três anos depois, aos 58 anos e foi enterrado no Cemitério de Montmartre.

## Peças de teatro
- 1882: Par la fenêtre
- 1883: Amour et piano; Gibier de potence
- 1886: Fiancés en herbe; Tailleur pour dames
- 1887: La lycéenne
- 1888: Un bain de ménage; Chat en poche; Les fiancés de Loches
- 1889: L'affaire Édouard
- 1890: C'est une femme du monde Le mariage de Barillon
- 1892: Monsieur chasse!; Champignol malgré lui; Le Système Ribadier
- 1894: Un fil à la patte; Notre futur; Le Ruban; L'hôtel du libre échange
- 1896: Le dindon; Les pavés de l'ours
- 1897: Séance de nuit; Dormez, je le veux!
- 1899: La dame de chez Maxim
- 1902: La duchesse des Folies-Bergères
- 1904: La main passe
- 1905: L'âge d'or
- 1906: Le bourgeon
- 1907: La Puce à l'oreille
- 1908: Occupe-toi d'Amélie; Feu la mère de madame
- 1909: Le circuit
- 1910: On purge bébé
- 1911: Mais n'te promène donc pas toute nue!; Léonie est en avance ou le Mal joli
- 1911: Cent millions qui tombent (inacabada)
- 1913: On va faire la cocotte (inacabada)
- 1914: Je ne trompe pas mon mari
- 1916: Hortense a dit: "Je m'en fous!"

## Monólogos
- La Petite Révoltée
- Le Mouchoir
- Un coup de tête
- J'ai mal aux dents
- Trop Vieux
- Un monsieur qui n'aime pas les monologues
- Aux antipodes
- Patte en l'air
- Le Petit Ménage
- Le Potache
- Le Billet de mille
- Les Célèbres
- Le Volontaire
- Le Colis
- Les Réformes
- L'Homme économe
- L'Homme intègre
- Les Enfants
- Tout à Brown-Séquard !
- Le Juré
- Un monsieur qui est condamné à mort
- Complainte du pauv'propriétaire

## Peças inéditas
- L'Amour doit se taire
- L'Homme de paille (não confundir com a peça homónima de Eugène Labiche)
- Deux Coqs pour une poule
- À qui ma femme?
- Monsieur Nounou